# Larsenianthus careyanus
Larsenianthus careyanus là một loài thực vật có hoa trong họ Gừng. Loài này được Nathaniel Wallich liệt kê trong A Numerical List... với số 6595 dưới danh pháp Curcuma careyana, nhưng không có mô tả khoa học kèm theo. Năm 1883, George Bentham và Joseph Dalton Hooker mô tả nó trong chi Hitchenia với danh pháp Hitchenia careyana. Năm 2010, W. John Kress và John D. Mood chuyển nó sang chi Larsenianthus và cung cấp mô tả khoa học chi tiết hơn. Nó cũng là loài điển hình của chi Larsenianthus.
Mẫu định danh: Ấn Độ: “núi Sillet, Francis de Silva và William Gomez”, 1832. Wallich Cat. Herb. Ind., 6595 (Curcuma careyana trong Wallich, 1832. W. John Kress và John D. Mood đồng thời cũng chỉ định lectotype là mẫu tại K; isolectotype là các mẫu lưu giữ tại E và BM.

## Từ nguyên
Loài này được Nathaniel Wallich đặt tên theo tên nhà thực vật học kiêm nhà truyền giáo, mục sư giáo phái Baptist, dịch giả, nhà cải cách xã hội và nhà nhân loại học văn hóa người Anh William Carey (1761–1834).

## Phân bố
Loài này là bản địa miền bắc Bangladesh và đông bắc Ấn Độ (các bang Assam, Meghalaya, Arunachal Pradesh, Manipur). L. careyanus được tìm thấy trong rừng nhiệt đới bán thường xanh.

## Hình ảnh

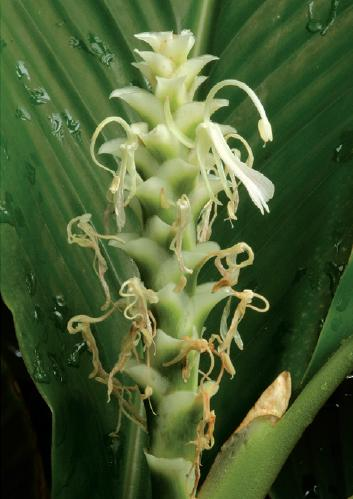
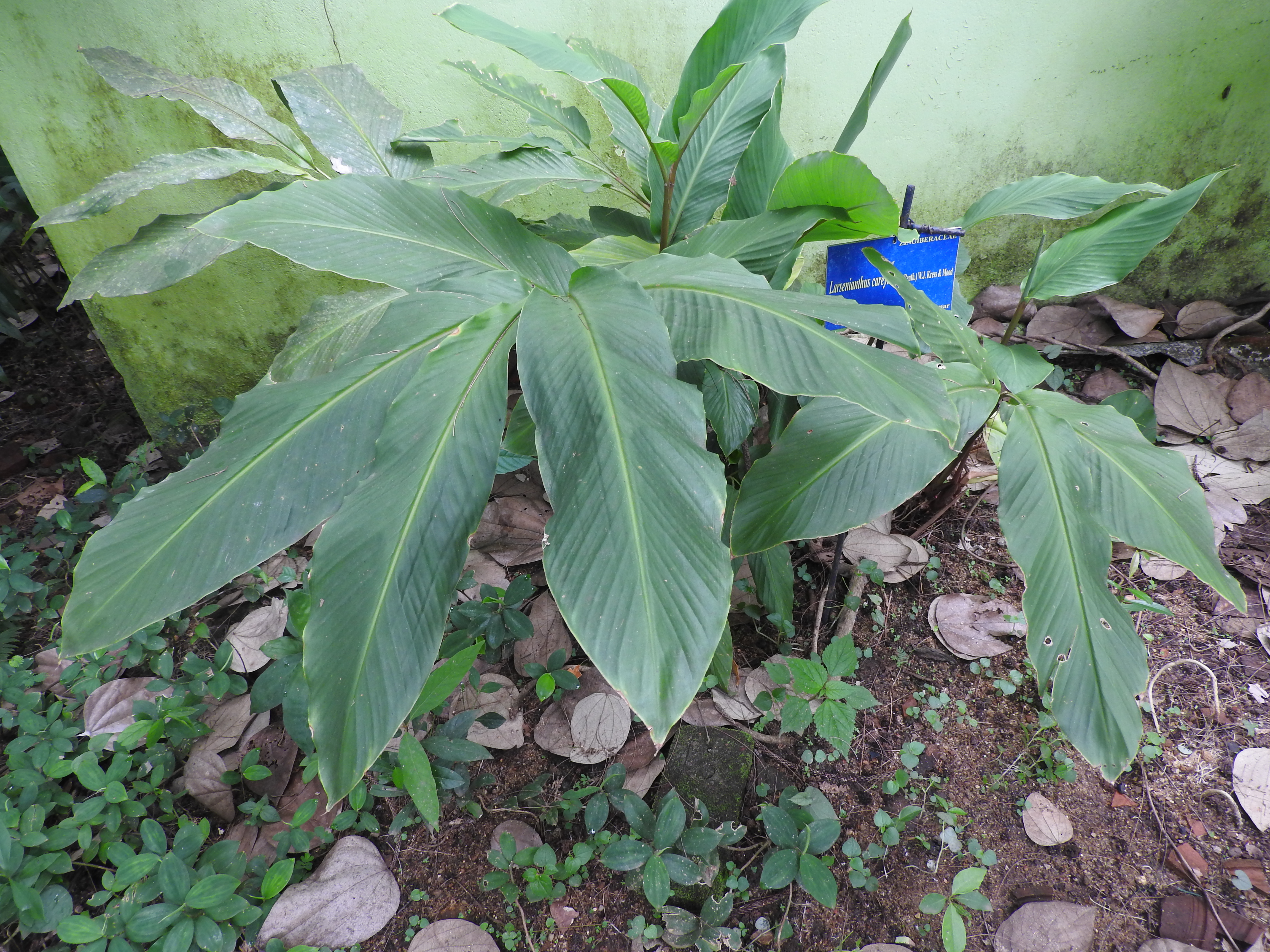
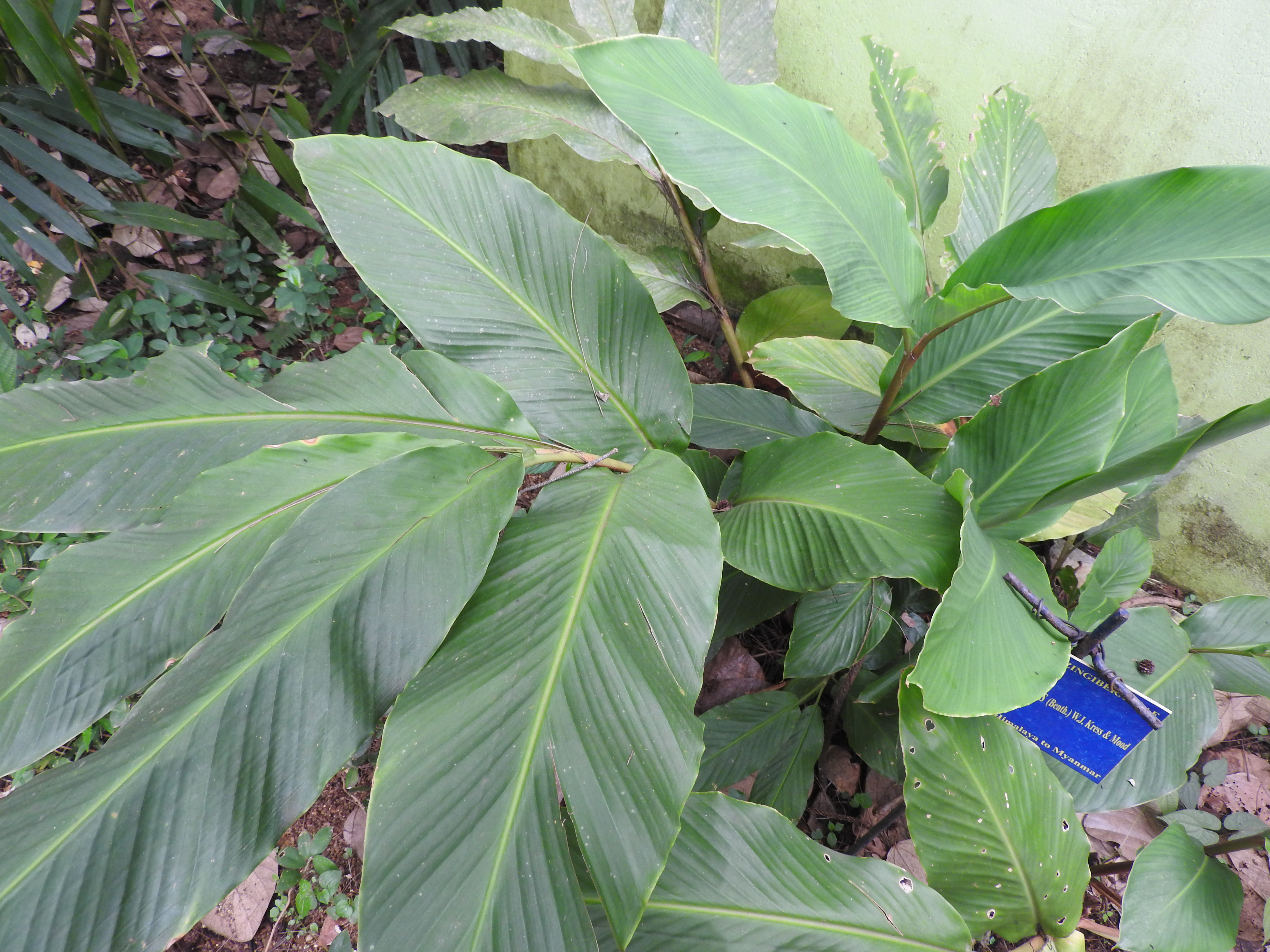

## Mô tả
Cây thảo thường xanh, kích thước trung bình, cao đến 215 cm; thân rễ đường kính đến 2,5 cm, nhiều rễ, có mùi thơm, ruột với lớp ngoài màu trắng và lớp trong màu trắng xỉn, rễ đường kính 5 mm, màu vàng; không củ. Chồi lá 10–30, mọc thành cụm dày đặc, thân đường kính ở gốc 3–4 cm. Lá 7-9 mỗi thân, tăng kích thước về phía trên, tổng chiều dài 40 cm; bẹ lá gốc 3, bóng, xanh lục sẫm, thưa lông, sau chuyển thành nâu; cuống lá dài 0–2 mm; lưỡi bẹ 7–8 × 4 cm, nửa trong suốt, màu xanh lục chuyển thành nâu, rậm lông tơ ngắn, đỉnh thuôn tròn đến cắt cụt; phiến lá 36–60 × 18–19 cm, hình trứng đến hình elip, bề mặt gấp nếp rộng với các gân nổi rõ, màu xanh lục sẫm, bóng, nhẵn nhụi, mặt xa trục màu xanh lục xỉn, nhẵn nhụi, gân giữa ít lông, mép như thủy tinh, có lông rung, đáy nhọn, đỉnh nhọn thon. Cụm hoa đầu cành trên chồi lá, mọc thẳng cao 35 cm, phần đỉnh của cuống cụm hoa 11–12 × 1,2–1,8 cm, được hai bẹ lá phía trên kẹp chặt, màu xanh lục-vàng nhạt, nhẵn nhụi; cành hoa bông thóc hình trụ, 22–25 × 6–7 cm; mỗi cụm hoa có tới 60 lá bắc, 3–4 lá bắc phía dưới vô sinh, lá bắc hình trứng, 3,5 × 3 cm, màu xanh lục với rìa rộng màu trắng, nhẵn nhụi, có sọc, mặt trong nhẵn nhụi với nhiều chất nhầy dính, đỉnh có mấu nhọn uốn ngược 90°, mép như thủy tinh; 1–3 cây con sinh ra ngẫu nhiên trong các lá bắc vô sinh ở gốc cụm hoa cũ; xim hoa bọ cạp xoắn ốc 1 mỗi lá bắc; hoa thuần thục từ đáy đến đỉnh của cụm hoa. Lá bắc con hình mũi mác, dạng thuyền, không hình ống, có gờ với các bên không đều, 25–28 × 5–15 mm, có sọc, màu vàng nâu, đỉnh cắt cụt đến hơi nhọn. Hoa dễ thấy, 4–6 mỗi lá bắc; đài hoa hình ống, dài 10–18 mm, 3 thùy, màu trắng, trong suốt, nhẵn nhụi; ống hoa 45–52 × 1–2 mm, màu trắng, nhẵn nhụi, chếch 45° về phía cán hoa trong 10 mm cuối, 3 thùy, hình mũi mác-thẳng, 15 × 10 mm, màu trắng ánh lục với đỉnh màu hồng, thùy lưng uốn ngược 180° so với ống tràng, các thùy bụng lệch xuống dưới, xoắn, gần như song song với cánh môi; nhị lép bên 2 × 2 mm, gần tròn, màu trắng, ngũ sắc, uốn ngược, đỉnh cắt cụt, màu hồng, nhẵn nhụi; cánh môi 24 × 6 mm ở chỗ rộng nhất, thuôn dài, hình mác ngược, màu trắng đến hồng tía nhạt, ngũ sắc với các ô phản chiếu tạo hiệu ứng lấp lánh, đỉnh cắt cụt, 2 răng ở tâm; nhị sinh sản với chỉ nhị dài 2,3 cm tạo thành vòng cung 180°, kết thúc ~1 cm phía trên cánh môi, màu trắng; bao phấn 5 × 3 mm, thuôn dài, phấn hoa màu trắng; tuyến trên bầu 2, hình nêm, 5 × 1 mm, màu ánh vàng; đầu nhụy dài ~1 mm, đầu hở có lông, màu trắng, dài ra ngoài mô vỏ bao phấn 2 mm; bầu nhụy 3 ngăn. Quả nang, 2 × 1 cm, tách thành 3 phần cuộn xoắn riêng biệt; hạt 8–10, 5 × 3 mm, màu xanh lục bóng, bao bọc trong áo hạt mỏng, chia 3 phần, giống như kén hợp nhất.